# Simbrànquids
Els simbrànquids (Synbranchidae) són una família de peixos teleostis de l'ordre dels Synbranchiformes. Són peixos externament molt similars a l'anguila.

## Taxonomia
Estan dividits en els següents gèneres:
- Macrotrema
- Monopterus
- Ophisternon
- Synbranchus